# Imre Garaba
Imre Garaba (Vác, 29 de julho de 1958) é um ex-futebolista húngaro que atuou pela seleção de seu país nas copas do mundo de 1982 e 1986.

## Biografia
Fez sua estréia pela seleção húngara em 1980. Tem no total 82 participações e 3 gols até 1991. Foi um dos convocados para as Copas do Mundo de 1982 e 1986. Em ambas a Hungria não conseguiu passar da fase de grupos.
Imre era muito popular no Budapest Honvéd Football Club por seu jogo combativo. Apesar de defensor, marcou um número de metas importantes, tanto para seu clube, como pela seleção húngara. Desempenhou um papel fundamental ao vencer o Campeonato Húngaro, em 1980, assim como em 1984, 1985 e 1986. Posteriormente, atuou no Rennes, da França, e Sporting du Pays de Charleroi, da Bélgica, antes de terminar sua carreira de volta na Hungria, no BVSC Budapest, pelo qual também trabalhou como gerente.